# John Hopkinson

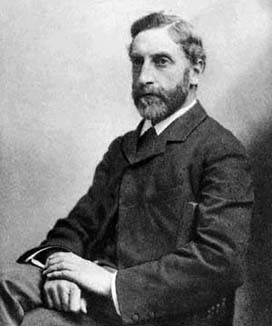
John Hopkinson

John Hopkinson (* 27. Juli 1849 in Manchester; † 27. August 1898 in der Schweiz) war ein britischer Physiker und Elektroingenieur.

## Leben
Hopkinson war der Sohn eines Maschinenbauingenieurs und studierte am Owens College in Manchester und am Trinity College in Cambridge, wo er 1871 Senior Wrangler in den mathematischen Tripos Prüfungen wurde. Gleichzeitig erwarb er einen Bachelor-Abschluss der Universität London. Danach arbeitete er zunächst in der Firma seines Vaters und ab 1872 als Elektroingenieur in der Firma für Leuchttürme Chance Brothers in Smethwick. 1878 zog er nach London als beratender Ingenieur, wobei er besonders an der Entwicklung von Dynamos arbeitete. Er war ab 1880 Professor für Elektrotechnik am King’s College London und Direktor des Siemens Labors in London.
Die Beschreibung des magnetischen Widerstandes als proportionales Verhältnis der magnetischen Durchflutung zum magnetischen Fluss, das magnetische Äquivalent zum elektrischen ohmschen Gesetz, wird zwar als hopkinsonsches Gesetz bezeichnet, wurde aber 1873 von Henry Augustus Rowland zum ersten Mal beschrieben. Hopkinson war Inhaber von über 40 Patenten mit Bezug zu elektrischen Maschinen. Unter anderem erhielt er 1882 ein Patent auf Dreiphasenwechselstrom.
John Hopkinson starb am 27. August 1898 bei einem Bergunfall am Dent d’Hérens in der Schweiz, zusammen mit einem seiner drei Söhne und zwei seiner drei Töchter. Beigesetzt wurde er wenige Tage später in Territet, seine Frau übernachtete im nahen Hôtel Byron.
Er war Fellow der Royal Society (1877) und 1890 und 1896 Präsident der Institution of Electrical Engineers (IEE).